# De Witte Burchthoeve
De Witte Burchthoeve is een voormalige modelboerderij voor de veeteelt aan de Soesterengweg 8 in Soest op de hoek met de Verlengde Talmalaan.
De herenboerderij kwam aan zijn naam doordat het hoorde bij landhuis De Witte Burcht, een bijnaam van buitenhuis De Binckhorst aan de Soesterengweg 4 in Soest. Het pand heeft witgepleisterde muren, een rieten dak en heeft tegenwoordig een woonbestemming.
De eerste steen van de burchthoeve werd in 1942 gelegd door de eerste bewoonster F.H.F. Pas van Groot Oosterland-Holthuizen. Haar man was herenboer in Amsterdam. Het ontwerp was van de Soester architect Arnold Brouwer (1900-1989), die bij de wederopbouw van na de oorlog meerdere boerderijen in de Gelderse Vallei ontwierp.
Het was bedoeld als modelboerderij voor de veeteelt, al heeft het die functie nooit gekregen. Doordat er in de oorlog weinig werk was, konden vele Soestenaren hier werk vinden bij bouwer W. van Asch. Het zand kwam uit het gat van Beijer, de stenen werden via de schepen in de Eem aangevoerd en vandaar af met paard en wagen naar de eng gebracht. De boerderij bestaat uit drie haaks op elkaar geplaatste gebouwen, waarbij de middenplaats aan de zijde van de Soester Eng wordt afgesloten door een muur. Op deze muur staan kantelen die de verbinding met het buitenhuis De Witte Burcht benadrukken.
De burchthoeve had als nadeel dat er weinig eigen grond om de boerderij was. Het land op de eng werd gehuurd van de gemeente Soest, maar die wilde er later een evenemententerrein van maken.
Het pand is voor driekwart onderkelderd. In 1954 werd een onderdeel van de kelders gehuurd door de kringraad van de Bescherming Bevolking om er een commandopost in onder te brengen.
Begin 2000 begon een grote renovatie waarbij bijna het gehele complex werd vernieuwd. Het linkerdeel en achterste deel werden nieuw opgetrokken.